# 대구 도시철도 4호선
대구 도시철도 4호선(大邱 都市鐵道 四號線)은 대구교통공사가 차기 공사 계획을 세운 노선이다.

## 연혁
- 2018년 8월 : 예비타당성조사 신청
- 2020년 12월 29일 : 기획재정부 예비타당성 조사 통과
- 2021년 5월 : 기본계획안 수립 착수
- 2023년 2월 27일 ~ 3월 2일 : 공청회 실시
- 2023년 6월 28일 : 기본계획안 확정
- 2024년 2월 13일 : 국토교통부 기본계획안 최종 승인[3]
- 2024년 : 기본 및 실시설계용역 발주
- 2025년 12월 : 착공 예정

## 차량
- 대구교통공사 4000호대 전동차 (가칭)

## 역 목록
환승역을 제외한 나머지 역들의 명칭은 아직 확정되지 않았다.
| 역 번호 | 역명                | 로마자 역명                              | 한자 역명      | 접속 노선                      |
| ------- | ------------------- | ---------------------------------------- | -------------- | ------------------------------ |
| 401     | 수성구민운동장      | Suseong District Stadium                 | 壽城區民運動場 | ● 대구 도시철도 3호선          |
| 402     | 범어(법무법인 대륜) | Beomeo                                   | 泛魚           | ● 대구 도시철도 2호선          |
| 403     | 벤처밸리네거리      | Venture Valley Negeori                   | -              |                                |
| 404     | 동대구역            | Dongdaegu Station                        | 東大邱驛       | ● 대구 도시철도 1호선 ● 대경선 |
| 405     | 파티마병원          | Fatima Hospital                          | 파티마病院     |                                |
| 406     | 공고네거리          | Gonggonegeori                            | 工高네거리     |                                |
| 407     | 경대교              | Gyeongdaegyo                             | 慶大橋         |                                |
| 408     | 경대북문            | Kyungpook National University North Gate | 慶大北門       |                                |
| 409     | 복현오거리          | Bokhyeonogeori                           | 伏賢五거리     |                                |
| 410     | 엑스코              | EXCO                                     | -              |                                |
| 411     | 금호워터폴리스      | Geumho Waterpolis                        | 琴湖워터폴리스 |                                |
| 412     | 이시아폴리스        | Esiapolis                                | -              |                                |